# Хамиди (поэт)
Хами́ди (азерб. Həmidi İsfahani; ок. 1430, Исфахан, Кара-Коюнлу — конец XV века, Стамбул, Османская империя) — азербайджанский поэт XV века[уточнить], писавший на родном азербайджанском языке, а также османском, арабском и персидском языках. Является одним из самых ярких представителей литературы Азербайджана в XV веке.

## Биография
Родился около 1430 году в Исфахане. В источниках он упоминается как"Хамиди Исфахани", «Молла Хамиди», «Мёвлана Хамиди» и «Хамиди Асем». Хамиди был поэтом и историком, писал стихи в различных жанрах на азербайджанском, османском , персидском и арабском языках. Он является автором научного труда «Тарих-и аль Осман». Он написал «Джам-и сюхан-гуй» с учётом широкой читательской аудитории. Его величайшим вкладом было развитие поэзии на родном языке.
Образование получил в Исфахане, обладал религиозными титулам: молла и мёвлана. Получив образование, в 1458 году он отправился в столицу Ширвана, чтобы найти себе работу. Хамиди переселился в Баку и прожил два года во дворце Ширваншахов под покровительством Ширваншаха Мирзы и писал ему стихи. В 1461 году он приехал в Анатолию и в течение года писал стихи Исмаил-беку Исфендияроглу, эмиру города Кастамону и Синоп. В 1462 году, когда Синоп и его окрестности были захвачены османами, Исмаил-бек был изгнан из города, а Хамиди присягнул Мехмеду II. Хамиди встретился с великим визирем Махмуд-пашой и пользуясь его положением стал работать клерком во дворце, он писал стихи и часто участвовал в экспедициях с султаном. В 1475 году после завоевания Кефе, Хамиди был отправлен в Бурсу в качестве наместника гробницы Мурада I, связано это было со стихом, которое разозлило султана. Сколько бы раз он ни просил прощения, султан его не принимал. Через некоторое время его сняли с должности из-за слухов о том, что он употребляет алкоголь. Он попросил прощения и сказал, что это клевета. Прожив год в уединение в Бурсе, он был помилован и восстановлен в должности. Хамиди дожил до первых лет правления султана Баязида II. Он умер в Стамбуле.

## Творчество поэта
Азербайджанские стихи Хамиди и стихи на персидском языке, по языку и стилю имеют характеристики восточно-тюркских языков того времени. Сходство некоторых его газелей с газелями Ахмета-паши из Бурсы показывает, что эти два поэта, должно быть, встречались во дворце или в Бурсе и оказали влияние друг на друга. Турецкий поэт и фольклорист Огуз Тансел подчёркивал, что в поэзии Хамиди, каждое слово используется надлежащим образом, она гармонична, чиста, артистична, лишена повторов и красочна.

### «Кюллият»
Всего известно две копии данного произведения, включая «Хасбилханаме» и его диван. Одна копия находится в библиотеке Турецкой истории, а другая — в археологическом музее Стамбула. В 1949 году Исмаил Хикмет Эртайлан опубликовал копию из библиотеки Турецкой истории под названием «Külliyyāt-ı Dīvān-ı Mevlānā āmidī». «Хасбилнаме» который находится в первой части «Кюллията», написан на персидском языке в стиле маснави. В «Кюллияте» есть газели, строфы , загадки, рубаи и мувашшахи, большая часть которых на персидском языке . Из них четыре оды, двадцать восемь газелей и два матла на тюркском языке. Большинство произведений и панегириков посвящены его собственной жизни, местам завоеванным Мехмедом II, новым крепостям и построенным им караван-сараям.

### «Тарих-и аль Осман»
Это стихотворное произведение написанное на тюркском языке, которое он представил Баязиду . В то время как Исмаил Хикмет Эртайлан включил данное произведение в качестве повествования в «Кюллияте», Мукримин Халил Йинанч заявил, что у него есть единственный экземпляр произведения, и привёл два куплета в качестве примера.

### «Вяссият-наме»
Ашик Челеби сообщает, что Хамиди написал это произведение для своего сына Джелали незадолго до своей смерти, и в качестве примера приводит два куплета. Другой информации о работе в источниках нет.

### «Джам-и сюхан-гуй»
Произведение написано для османского султана Мехмеда II. При написании этого произведения на персидском языке Хамиди использовал два арабских фалнаме.